# Bundesautobahn 445
La Bundesautobahn 445, abbreviata anche in BAB 445, è una autostrada tedesca, lunga 11 km, che collega la città di Werl alla città di Neheim, dove diventa, senza soluzione di continuità, l'autostrada BAB 46.
Il suo percorso è interamente nella Renania Settentrionale-Vestfalia ed è prevista la costruzione di un nuovo tratto da Werl ad Hamm, collegandola di fatto all'autostrada BAB 2.

## Percorso
| BAB 445 |           |                   |      |                |                |
| Tipo    | n° uscita | Indicazione       | km   | Corrispondenze | Strada europea |
|         | 58        | Werl Nord         | 0,6  |                |                |
|         | 59        | Werl Zentrum      | 3,0  |                |                |
|         | 60        | Quadrivio di Werl | 4,5  |                |                |
|         | 61        | Wickede           | 6,2  |                |                |
|         |           |                   | 12,0 |                |                |